# 120 mm Artilleriegeschoss Kitolow
Die Kitolow (russisch Китолов) ist eine kanonenverschossene präzisionsgelenkte Artilleriegranate aus russischer Produktion.

## Entwicklung
Die Systementwicklung beim Hersteller KBP in Tula begann Mitte der 1990er-Jahre. Das System wurde im Jahr 2002 testweise bei den russischen Streitkräften eingeführt.

## Technik
Die Kitolow-2 wird aus herkömmlichen 122-mm-Kanonen und -Haubitzen verschossen. Die Treibladung schießt die Waffe aus dem Kanonenrohr. Unmittelbar nach dem Verlassen des Rohres entfalten sich die Stabilisierungs- und Lenkflügel. Die Granate folgt nun einer ballistischen Flugbahn. Beim Zielanflug steuert sie automatisch zu dem durch einen Laser markierten Zielpunkt. Das Ziel muss durch einen vorgeschobenen Artilleriebeobachter für 5 bis 15 Sekunden kontinuierlich mit einem Laser beleuchtet (markiert) werden. Da verschiedene Laserfrequenzen benutzt werden können, können auch mehrere Kitolow-2-Flugkörper gleichzeitig verschiedene Ziele bekämpfen. Ebenso können mehrere Kitolow-2 zeitgleich auf ein einzelnes Ziel verschossen werden.

### Varianten
- Kitolow-2 (3OF69): Version für den Einsatz mit Kanonen und Haubitzen mit Rohrkaliber 122 mm. Maximale Schussdistanz 14.000 m.
- Kitolow-2M (3OF69M): Version für den Einsatz mit Mörsern mit Rohrkaliber 120 mm. Die maximale Schussdistanz liegt bei 12.000 m.

### Einsatzplatformen
- Kanonenhaubitzen vom Typ D-30A und 2S1
- Mörser vom Typ 2S12 Sani, 2B16 Nona-K, 2B23 Nona-M, 2S9 Nona-S, 2S23 Nona SVK, 2S31 Vena, 2S34 Hosta und 2S42 Lotos